# Perdita megapyga
Perdita megapyga är en biart som beskrevs av Timberlake 1954. Perdita megapyga ingår i släktet Perdita och familjen grävbin. Inga underarter finns listade i Catalogue of Life.